# Lichtspielhaus
Rammstein: Lichtspielhaus – płyta DVD wydana przez zespół Rammstein. Znajdują się na niej teledyski, wywiady, fragmenty koncertów oraz materiał typu making of kilku teledysków zespołu. Czas trwania całości to około 210 minut.
Płytę zaklasyfikować można do filmu dokumentalnego i muzycznego.
Na płycie znajdują się:

## Teledyski
1. Du riechst so gut
2. Seemann
3. Rammstein
4. Engel
5. Du hast
6. Du riechst so gut '98
7. Stripped
8. Sonne
9. Links 2 3 4
10. Ich will
11. Mutter
12. Feuer frei!

## Fragmenty koncertów
- 100 Jahre Rammstein – Arena, Berlin (1996)

1. Herzeleid
2. Seemann

- Philipshalle Düsseldorf (1997)

1. Spiel mit mir

- Rock am Ring Festival (1998)

1. Heirate mich
2. Du hast

- Live aus Berlin – Wuhlheide (1998)

1. Sehnsucht

- Big Day Out Festival – Sydney (2001)

1. Weißes Fleisch
2. Asche zu Asche

- Velodrom – Berlin (2001)

1. Ich will
2. Links 2 3 4

## Teledyski – materiały typumaking of
1. Du hast
2. Du riechst so gut '98
3. Sonne
4. Links 2 3 4
5. Ich will

napisy do materiału making of:
- niemieckie
- angielskie
- francuskie
- hiszpańskie
- japońskie

## Zapowiedzi tv (zawierające wywiady)
1. Achtung Blitzkrieg!
2. Du hast
3. Links 2 3 4
4. Mutter